# オオカミ青年
「オオカミ青年」（オオカミせいねん）は、藤巻亮太の1枚目のアルバム。2012年10月17日にOORONG RECORDSから発売された。

## 概要
レミオロメンのフロントマン藤巻亮太のソロとして1枚目のアルバムである。これまでにシングルとしてリリースされた2枚のシングルから「光をあつめて」「月食」「Beautiful day」の3曲の他、今までライブ音源のみだった「砂時計」「キャッチ&ボール」の2曲のスタジオ音源と、初収録の新曲が6曲、計11曲が約55分に渡ってCD1枚にコンパイルされている。2023年現在廃盤となっている
アルバムのパッケージには北大西洋に浮かぶ火山島アイスランドにて撮影された写真が使用されている。
初回生産限定盤のボーナスディスクにはレミオロメンとしてリリース予定だった「シーズンドライブ」が収録されている。同曲は東京のFMラジオ局J-WAVEの2011年春のキャンペーンソングだったが、同年3月11日に起きた東日本大震災の影響で白紙になったため、期間を置いてこのアルバムのボーナスディスクとしてリリースされることになった。
リリース日である10月17日の23時より動画配信サービスUstreamにてリリース記念番組「ECLIPSE TV vol.2」が生放送された。前作の8月16日以来である。初収録の楽曲を中心に藤巻亮太自身による楽曲紹介および解説がされたほか、生演奏も披露された。
2012年から2013年の年末年始にかけてiTunesで世界的に行われた「iTunes 12 Days プレゼントキャンペーン」のDay5にて24時間限定で、タイトル曲である「オオカミ青年」が無料プレゼントされた。
2013年の1月から2月にかけてこのアルバムを引っ提げての全国ライブツアー「藤巻亮太 Tour 2013 "オオカミ青年"」が開催された。福岡・大阪・愛知・広島・東京・宮城・新潟・北海道の8ヶ所を巡った。

## 収録曲
作詞と作曲はすべて藤巻亮太。編曲については#4,5,6,9は藤巻亮太のみ、#1,11は皆川真人との共編曲、#2,3,7,8は田中義人との共編曲、#10は河野圭との共編曲。
Disc1においては#1,2,3,4,9,10の6曲が新曲及び初収録。#6,7の2曲がスタジオ音源としては初収録。#5,7,8の3曲はシングル以来の2度目の収録。

### CD Disc1 [メインディスク]
1. オオカミ青年 [5:09]
新曲。
2. ハロー流星群 [4:11]
新曲。PCに楽曲ファイルを保存する際につけた仮のファイル名「ハロー流星群」がそのままタイトルになった経緯がある。
3. ベテルギウス [5:54]
新曲。
4. twilight [4:59]
新曲。イントロが前曲のアウトロと繋がっている。
5. 月食 [5:36]
2ndシングル「月食/Beautiful day」の1曲目。
6. 砂時計 [4:53]
2ndシングル「月食/Beautiful day」の3曲目。スタジオ音源としては初収録。
7. キャッチ&ボール [4:39]
1stシングル「光をあつめて」の3曲目。スタジオ音源としては初収録。
8. Beautiful day [4:09]
2ndシングル「月食/Beautiful day」の2曲目。学校法人モード学園 総合メディカル学園（首都医校/大阪医専/名古屋医専）CMソング。
9. パーティーサイズ [4:25]
新曲。
10. 四季追い歌 [5:03]
新曲。
11. 光をあつめて [5:49]
1stシングル「光をあつめて」の1曲目。

### CD Disc2 [ボーナスディスク]
作詞・作曲：藤巻亮太、編曲：レミオロメン
1. シーズンドライブ [4:41]

### DVD
1. 光をあつめて [Music Video]
2. 月食 [Music Video]
3. ハロー流星群 [Live at 赤坂BLITZ]
4. 四季追い歌 [Live at 赤坂BLITZ]
5. 光をあつめて [Live at 赤坂BLITZ]
6. Beautiful day [Live at 赤坂BLITZ]
7. 砂時計 [Live at 赤坂BLITZ]

## 演奏
オオカミ青年
- 藤巻亮太：Vocal, Guitar
- 内垣洋祐：Bass
- 城戸紘志：Drums
- 皆川真人：Keyboards

ハロー流星群
- 藤巻亮太：Vocal, Guitar, Bass
- 田中義人：Bass
- 佐野康夫：Drums

ベテルギウス
- 藤巻亮太：Vocal, Guitar
- 田中義人：Guitar
- 根岸孝旨：Bass
- 玉田豊夢：Drums

twilight 
- 藤巻亮太：Vocal, Guitar, Bass
- 玉田豊夢：Drums

月食
- 藤巻亮太：Vocal, Guitar
- 内垣洋祐：Bass
- 城戸紘志：Drums
- 皆川真人：Keyboards

砂時計
- 藤巻亮太：Vocal, Guitar
- 皆川真人：Keyboards
- 田中義人：Direction

キャッチ&ボール
- 藤巻亮太：Vocal, Guitar
- 田中義人：Guitar
- 林束紗：Bass
- 佐野康夫：Drums

Beautiful day
- 藤巻亮太：Vocal, Guitar
- 田中義人：Guitar, Bass
- 佐野康夫：Drums
- 河野圭：Keyboards

パーティーサイズ
- 藤巻亮太：Vocal, Guitar, Bass
- 玉田豊夢：Drums

四季追い歌
- 藤巻亮太：Vocal, Guitar
- 根岸孝旨：Bass
- あらきゆうこ：Drums
- 河野圭：Keyboards

光をあつめて
- 藤巻亮太：Vocal, Guitar
- キタダマキ：Bass
- あらきゆうこ：Drums
- 小林武史：Keyboards

シーズンドライブ
- 藤巻亮太：Vocal, Guitar
- 前田啓介：Bass
- 神宮司治：Drums
- 皆川真人：Keyboards
- 後関好宏：Saxophone
- タブゾンビ (SOIL & "PIMP" SESSIONS)：Trumpet
- 滝本尚史：Trombone

## リリース形態
- 初回生産限定盤：「シーズンドライブ」を収録したボーナスディスク有り
  - DVD有り (AVCO-36074/B~C)
  - DVD無し (AVCO-36075/B)
- 通常盤：「シーズンドライブ」を収録したボーナスディスク無し
  - DVD有り (AVCO-36077/B)
  - DVD無し (AVCO-36078)